# 奧古斯托·萊吉亞

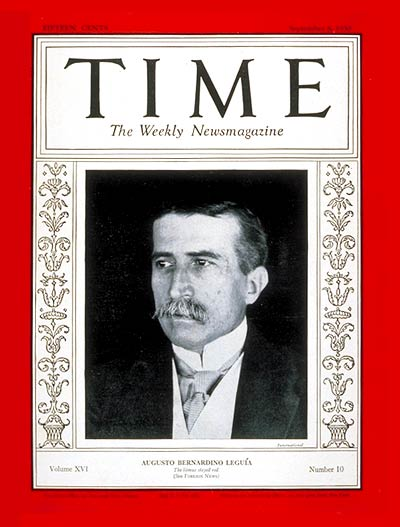
莱基亚登上时代杂志封面 (1930)

奥古斯托·贝纳尔迪诺·莱吉亚-萨尔塞多（西班牙語：Augusto Bernardino Leguía y Salcedo；1863年2月19日—1932年2月7日），秘鲁政治家，两次任秘鲁总统（1908-1912、1919-1930），第二任期長達11年的獨裁統治。

## 生平
奥古斯托·莱吉亚1863年出生在兰巴耶克（Lambayeque），后与最著名的秘鲁寡头政治家族之一联姻。他在智利瓦尔帕莱索（Valparaíso）接受教育，硝石战争期间(1879 - 1881)曾在秘鲁军队服役。
战争结束后，他到美国，成为纽约人寿保险公司行政人员。到了1900年代，莱基亚已经变得非常富有，决定回到秘鲁。他在1903年进入政坛，成为财政部长，1904年9月任总理兼财政部长。1907年辞去总理职务，参加总统竞选。1908年当选总统，任内实行一些社会和经济改革，促进秘鲁工业化和进入现代资本主义社会。
1909年5月29日，秘鲁民主党的尼古拉斯·德·皮埃罗拉的一群支持者冲入总统府，要求莱基亚辞职，并将他带到利马广场的玻利瓦尔纪念碑前，但莱基亚严词拒绝，在警察解救总统的冲突中，造成至少100人死亡。
在此期间秘鲁也与五个邻国有边界争端。莱基亚成功地与玻利维亚和巴西两国达成协议：
- 与巴西签署贝拉尔德-里奥·布兰科条约（Treaty of Velarde-Río Branco），以亚拉维河（Yaravi）和亚韦里哈河（Yaverija）为两国边界线。
- 与玻利维亚签署波洛-布斯塔曼特条约（Treaty of Polo-Bustamante），确定的的喀喀湖的分区和提供了一个更准确的，秘鲁-玻利维亚边界。

莱基亚的任期于1912年结束，继任总统是百万富翁商人和利马的前市长吉列尔莫·比林赫斯特。在接下来的几年里，莱基亚在英国和美国旅行，学习银行业和金融业的知识。在这段时间里，他与公民党发生冲突，并离开组织。
1919年，莱基亚再次竞选总统，但国会不承认他的胜利，他发起了一场成功的军事政变，出任临时总统，接着，他解散国会，推动新议会选举他为宪法总统。他修改了秘鲁宪法，于1920年颁布了新宪法，使总统任期可以无限连任。他对内实行独裁统治，严厉镇压反对派。其中最突出的是维克多·劳尔·哈亚·德拉托雷（Víctor Raúl Haya de la Torre），他在1924年流亡墨西哥时创立了美洲人民革命联盟(APRA)，它成为现代秘鲁最活跃也最制造麻烦的政党。另一个出现在这个时代的重要的政治人物，是何塞·卡洛斯·马里亚特吉（Jose Carlos Mariátegui），秘鲁共产党的领导人。
莱基亚的第二个任期内通过各种贷款，开始通过规划和公共工程建设现代化利马。其中包括由开办医院，改善医疗系统和建设城市排水系统。秘鲁政府宫("Palacio de Gobierno")也于1926年重建。秘鲁中央储备银行（Banco Central de Reserva del Perú）和秘鲁抵押银行（Banco Hipotecario of Peru）也在此时成立。与哥伦比亚和智利也签署了边界条约。

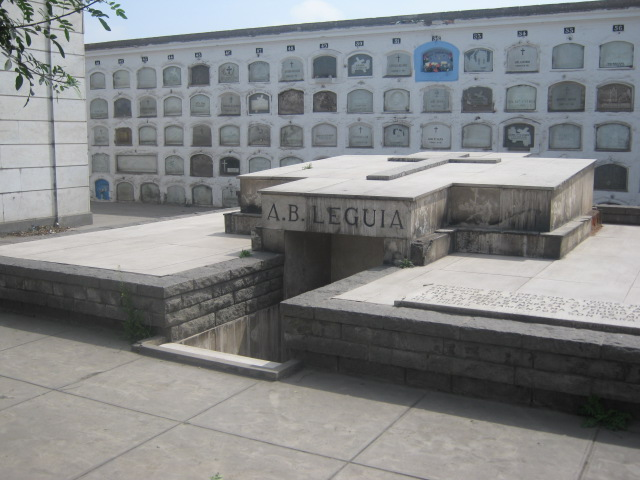
莱基亚的墓地

经济大萧条后外国投资纷纷撤离秘鲁，1930年8月22日，由路易斯·米格尔·桑切斯·塞罗在阿雷基帕（Arequipa）发动政变，掌权十一年的莱基亚政府被推翻。莱基亚被捕并被指控犯有挪用政府资金。他被监禁在利马的圆形监狱（Panoptico），1932年2月6日在海军医院死去。